# Alwin Hammers
Alwin J. Hammers (* 2. November 1942 in Bitburg, eigentlich Alwin Hammel) war Professor für Pastoralpsychologie am Bischöflichen Priesterseminar Trier und Lehrpsychotherapeut.

## Leben
Hammers wuchs in Mürlenbach in der Eifel auf. Nach dem Abitur trat er in das Priesterseminar in Trier ein und studierte dort Philosophie und Theologie. Im Außenstudium in München lernte er seine jetzige Frau kennen, mit der er zwei gemeinsame Kinder hat. Daraufhin entschied er sich, aus dem Priesterseminar auszutreten und neben Theologie Psychologie zu studieren.
Hammers war jahrzehntelang mit der pastoralpsychologischen Ausbildung der Priesteramtskandidaten im Bistum Trier am dortigen Priesterseminar beschäftigt. In die Kritik geriet Hammers für eine 1997 von ihm durchgeführte Studie, nach der ca. 25 % aller katholischen Priester homosexuell seien.
Er ist u. a. auch Vorsitzender der Tennisabteilung des Trimmelter SV Trier. Am 21. November 2007 wurde Hammers feierlich emeritiert.

## Veröffentlichungen (Auswahl)
Aufsätze
- Leben in Fülle. Psychologische und epistemologische Aspekte einer Erfahrungsdimension. In: Andreas Heinz (Hrsg.): Wege der Evangelisierung. Heinz Feilzer zum 65. Geburtstag. Paulinus-Verlag, Trier 1993, ISBN 3-7902-0153-7.

Monografien
- Parapsychologie und Theologie. Allgemeine Einführung in die Parapsychologie. Peter Lang Verlag, Bern 1975, ISBN 3-261-01524-1 (zugl. Dissertation, Universität Freiburg/B. 1974).
- Christlicher Glaube ... und praktizierter Unglaube. Erfahrungen und Anmerkungen eines Psychotherapeuten. Weyand-Verlag, Trier 1996, ISBN 3-924631-62-X.